# Julio Suárez-Llanos Adriansens
Julio Suárez-Llanos Adriansens (Manila, 15 de julio de 1884 - Madrid, 19 de febrero de 1958) fue un militar español.

## Biografía
Hijo del general y alcalde de Alicante durante la dictadura del general Primo de Rivera Julio Suárez-Llanos Sánchez, también siguió la carrera militar y se especializó como oficial de Estado Mayor. Tras el estallido de la Guerra civil se mantuvo fiel a la República, desempeñando diversos puestos militares. Durante la contienda fue jefe de Estado Mayor de la 11.ª División y, posteriormente, del I Cuerpo de Ejército. Al final de la guerra fue hecho prisionero por los franquistas, siendo juzgado y expulsado del Ejército.